# Canton de Lormes
Le canton de Lormes est une ancienne division administrative française située dans le département de la Nièvre en région Bourgogne-Franche-Comté. En 2015 il a fusionné avec celui de Corbigny.

## Géographie
Organisé autour de Lormes, il est l'un des six cantons de l'arrondissement de Clamecy. Son altitude varie de 170 m (Saint-André-en-Morvan) à 652 m (Brassy) pour une altitude moyenne de 419 m.

## Représentation

### Conseillers généraux de 1833 à 2015
| Période | Période          | Identité                                            | Étiquette   | Qualité |
| ------- | ---------------- | --------------------------------------------------- | ----------- | --- |
| 1833    | 1842             | Alban Marie Charles Heulard de Montigny (1798-1848) |             | Président de chambre à la Cour royale de Bourges Propriétaire à Lormes                                              |
| 1842    | 1848             | Philippe Balivet                                    |             | Notaire, maire de Lormes (1846-1848)                                                                                |
| 1848    | 1852             | Jean-Pierre Lobbé                                   |             | Avocat, maire de Lormes (1848-1852)                                                                                 |
| 1852    | 1871             | Alphonse Millereau                                  |             | Maire de Bazoches                                                                                                   |
| 1871    | 1883             | Gaston Béthery de La Brosse                         | Droite      | Maire de Bazoches                                                                                                   |
| 1883    | 1907             | Albert Tardy                                        | Rad.        | Notaire Maire de Lormes (1878-1894 et 1895-1896)                                                                    |
| 1907    | 1911 (décès)     | Pierre Renault                                      | Rad.        | Notaire Maire de Lormes (1901-1911), conseiller d'arrondissement                                                    |
| 1911    | 1931             | Pierre Grandioux (1879-1936)                        | Rad.        | Négociant en bois et en vins Maire de Lormes (1911-1925 et 1935-1936)                                               |
| 1931    | 1940             | Léopold Bellocq                                     | Rad.        | Notaire puis gérant d'immeubles à Paris Maire de Lormes (1919-1935), conseiller d'arrondissement Député (1928-1932) |
|         |                  |                                                     |             | |
| 1945    | 1964             | Adrien Silvain                                      | DVD-RS      | Maire de Lormes (1945-1953 et 1958-1959)                                                                            |
| 1964    | 1970             | André Émery (1913-2005)                             | SFIO        | Maire de Dun-les-Places                                                                                             |
| 1970    | 1974 (décès)     | Paul Barreau                                        | CIR puis PS | Pharmacien Maire de Lormes (1965-1974)                                                                              |
| 1974    | 1988             | Henri Paganie                                       | PS          | Entrepreneur à Lormes                                                                                               |
| 1988    | 1994             | Marie-Madeleine Silvain                             | UDF         | Maire de Lormes (1989-1995)                                                                                         |
| 1994    | 2004 (démission) | Christian Paul                                      | PS          | Administrateur civil Député (1997-2017) Maire de Lormes (1995-2001) Ancien secrétaire d'État                        |
| 2004    | 2015             | Fabien Bazin                                        | PS          | Permanent politique Maire de Lormes (2001-2021) Elu en 2015 dans le Canton de Corbigny                              |

### Conseillers d'arrondissement (de 1833 à 1940)
Le canton de Lormes avait deux conseillers d'arrondissement.
| Période                                  | Période      | Identité                                        | Étiquette    | Qualité |
| ---------------------------------------- | ------------ | ----------------------------------------------- | ------------ | --- |
| 1833                                     | 1842         | Nicolas Marie Joseph Vincent Baudot (1767-1851) |              | Agent général de commerce, maire de Lormes                                                                  |
| 1833                                     | 1848         | Nicolas Marie Baumier (1795-1879)               |              | Propriétaire à Lormes                                                                                       |
|                                          |              |                                                 |              | |
| 1877                                     | 1895         | Edmond Chartron                                 | Conservateur | Propriétaire aux Granges, maire de Saint-Martin-du-Puy                                                      |
|                                          | 1889         | Thomas Colas-Pelletier (1844-1891)              | Républicain  | Banquier et fabricant de chaux, adjoint au maire de Lormes                                                  |
| 1883                                     | 1889         | Charles Léon Pernin                             | Républicain  | Maire de Brassy                                                                                             |
| 1895                                     | 1907         | Pierre Renault                                  | Radical      | Notaire, maire de Lormes                                                                                    |
| 1889                                     | 1895         | Georges Roumier                                 | Conservateur | Notaire, maire de Dun-les-Places                                                                            |
| 1895                                     | 1904         | Arthur Labussière                               | Radical      | Marchand de bois à Lormes                                                                                   |
| 1907                                     | 1915 (décès) | Eugène Cartier                                  | Libéral      | Conseiller municipal de Lormes                                                                              |
| 1904                                     | 1919         | Roger Béthery de La Brosse (1867-1954)          | Libéral      | Officier de cavalerie, docteur ès-vénerie, agriculteur, propriétaire, maire de Bazoches                     |
| 1915                                     | 1919         | Siège vacant                                    |              | |
| 1919                                     | 1931         | Léopold Bellocq                                 | Radical      | Notaire, maire de Lormes, Président du Conseil d'arrondissement                                             |
| 1919                                     | 1931         | Gustave Guyot                                   | Radical      | Médecin à Lormes                                                                                            |
| 1931                                     | 1940         | Gaspard Jean Gueugniaud (1899-1981)             | Radical      | Vétérinaire à Lormes                                                                                        |
| 1931                                     | 1940         | Louis Chapuis                                   | Radical      | Maire de Saint-Martin-du-Puy                                                                                |
| 1940                                     |              |                                                 |              | Les conseils d'arrondissement ont été suspendus par la loi du 12 octobre 1940 et n'ont jamais été réactivés |
| Les données manquantes sont à compléter. |              |                                                 |              | |

## Composition
Le canton de Lormes groupait 10 communes et comptait 3 825 habitants (population municipale de 2006).
| Communes              | Population (2012) | Code postal | Code Insee |
| --------------------- | ----------------- | ----------- | ---------- |
| Bazoches              | 168               | 58190       | 58023      |
| Brassy                | 621               | 58140       | 58037      |
| Chalaux               | 66                | 58140       | 58049      |
| Dun-les-Places        | 353               | 58230       | 58106      |
| Empury                | 103               | 58140       | 58108      |
| Lormes                | 1 351             | 58140       | 58145      |
| Marigny-l'Église      | 353               | 58140       | 58157      |
| Pouques-Lormes        | 165               | 58140       | 58216      |
| Saint-André-en-Morvan | 292               | 58140       | 58229      |
| Saint-Martin-du-Puy   | 353               | 58140       | 58255      |

## Démographie
| 1962  | 1968  | 1975  | 1982  | 1990  | 1999  | 2006  | 2009 |
| ----- | ----- | ----- | ----- | ----- | ----- | ----- | ---- |
| 4 926 | 5 222 | 4 661 | 4 383 | 4 028 | 3 811 | 3 825 | -    |

Histogramme de l'évolution démographique depuis 1962 :